# Högstena kyrka
Högstena kyrka är en kyrkobyggnad som tillhör Dala-Borgunda-Högstena församling (före 2006 Högstena församling) i Skara stift. Den ligger i Högstena nedanför Plantaberget i Falköpings kommun.

## Kyrkobyggnad
Kyrkan uppfördes under 1100-talets senare hälft och är en av de äldsta romanska kyrkorna på Falbygden. Den hade fram till 1700-talet ett torn, som revs och ersattes med ett vapenhus och en klockstapel. År 1566 då danska trupper härjade i Västergötland, brände knektar av nästan hela kyrktaket. Under 1800-talet var kyrkan rivningshotad, men planerna avstyrdes och kyrkan renoverades 1907. Ytterligare restaureringar företogs 1927, 1949 och 1964.
Interiören domineras av långa senmedeltida kryssvalv och långhuset är avgränsas från koret med en triumfbåge.
Ett bevarat sockenmagasin står i kyrkogårdens ena hörn och till kyrkogården leder två murade stigluckor.

## Inventarier
- Kyrkans äldsta föremål är den medeltida dopfunten i sandsten.
- Predikstolen och altaruppsatsen är från 1600-talet är i så kallad bondbarock.
- Kollekthåven, en ljuskrona och två ljusstakar härstammar från 1700-talet.
- Klockorna är från 1500-talet.

### Orgel
Som huvudinstrument används en digitalorgel. Den gamla orgelfasaden från 1943 står emellertid kvar på läktaren.

## Bilder

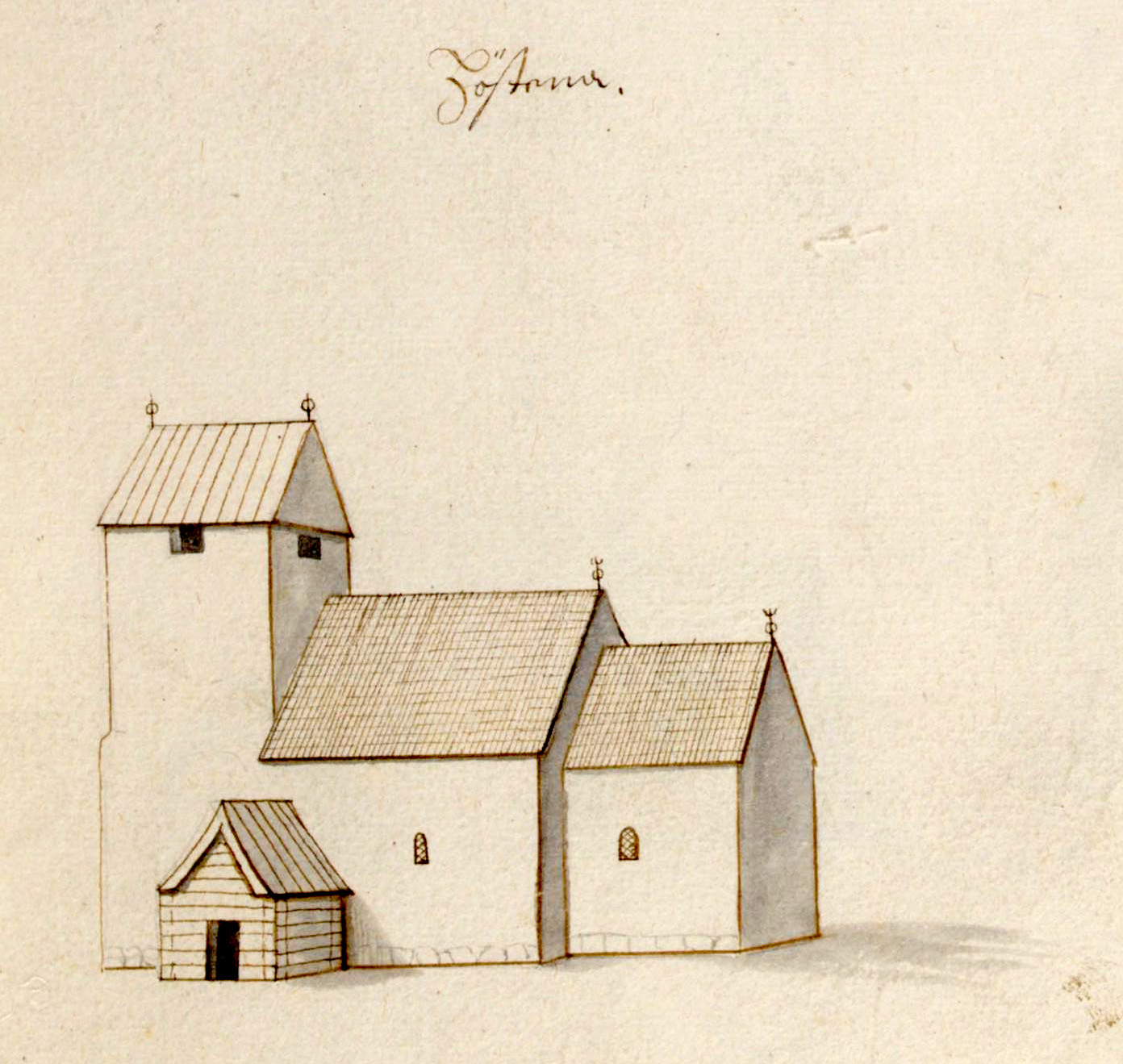
Kyrkan på teckning omkring 1670.
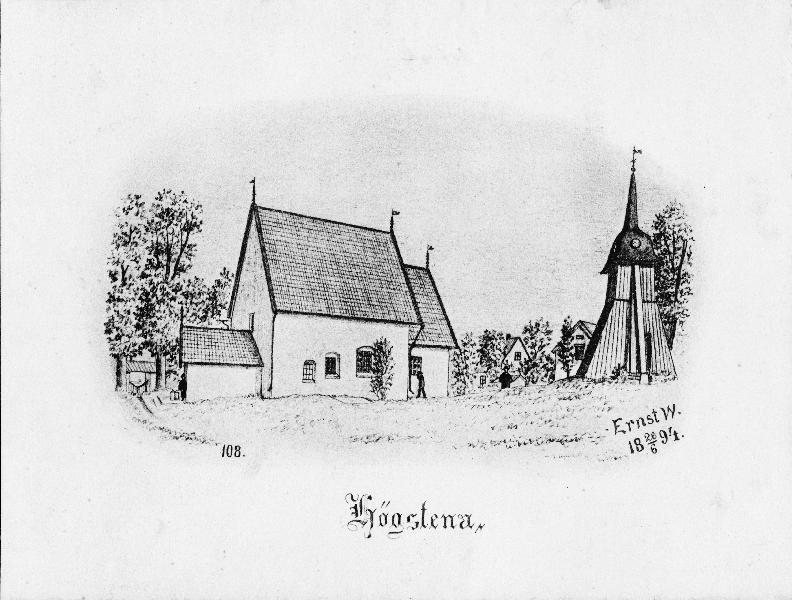
Kyrkan på teckning från 1894.
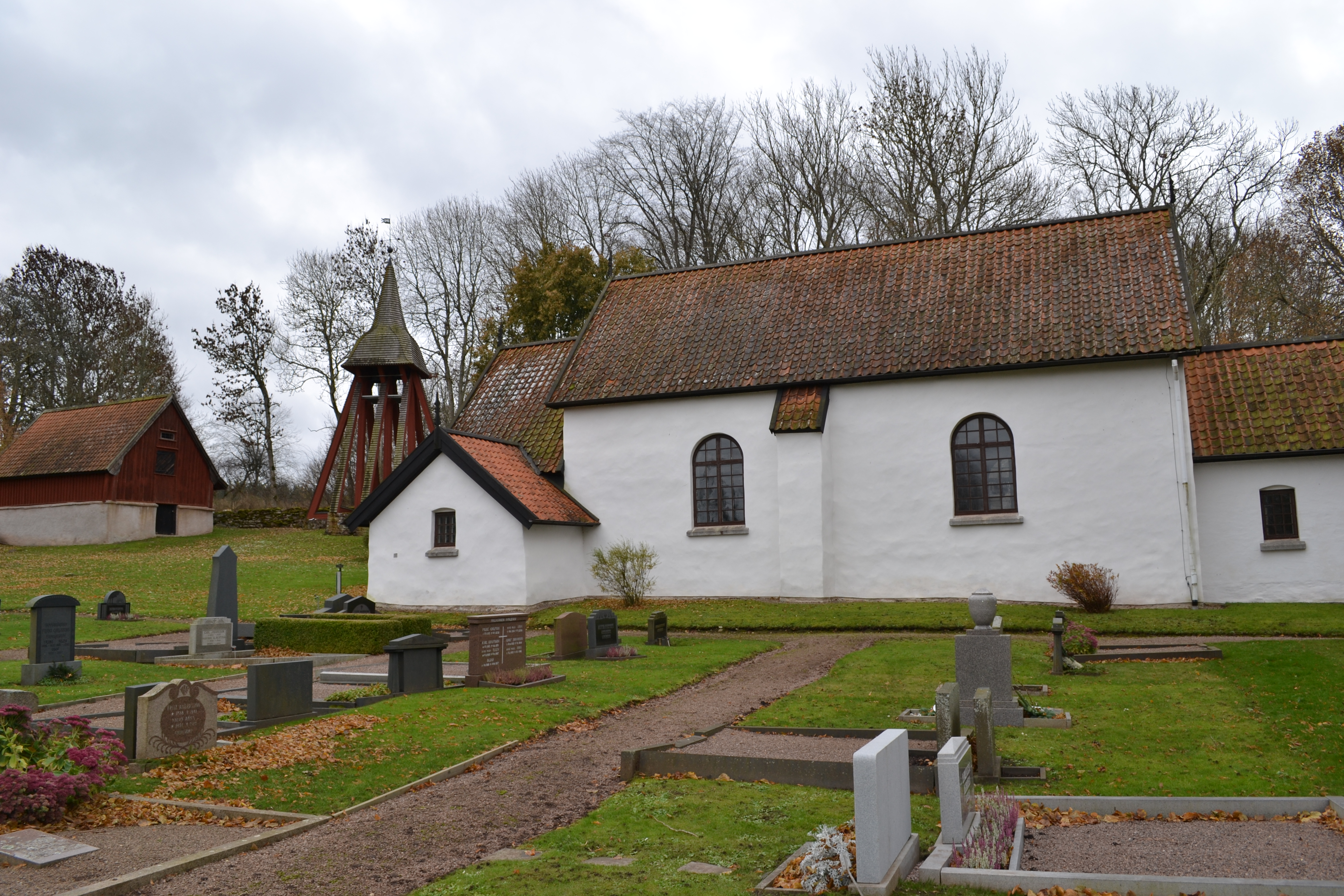
Exteriör med klockstapel och sockenmagasin.
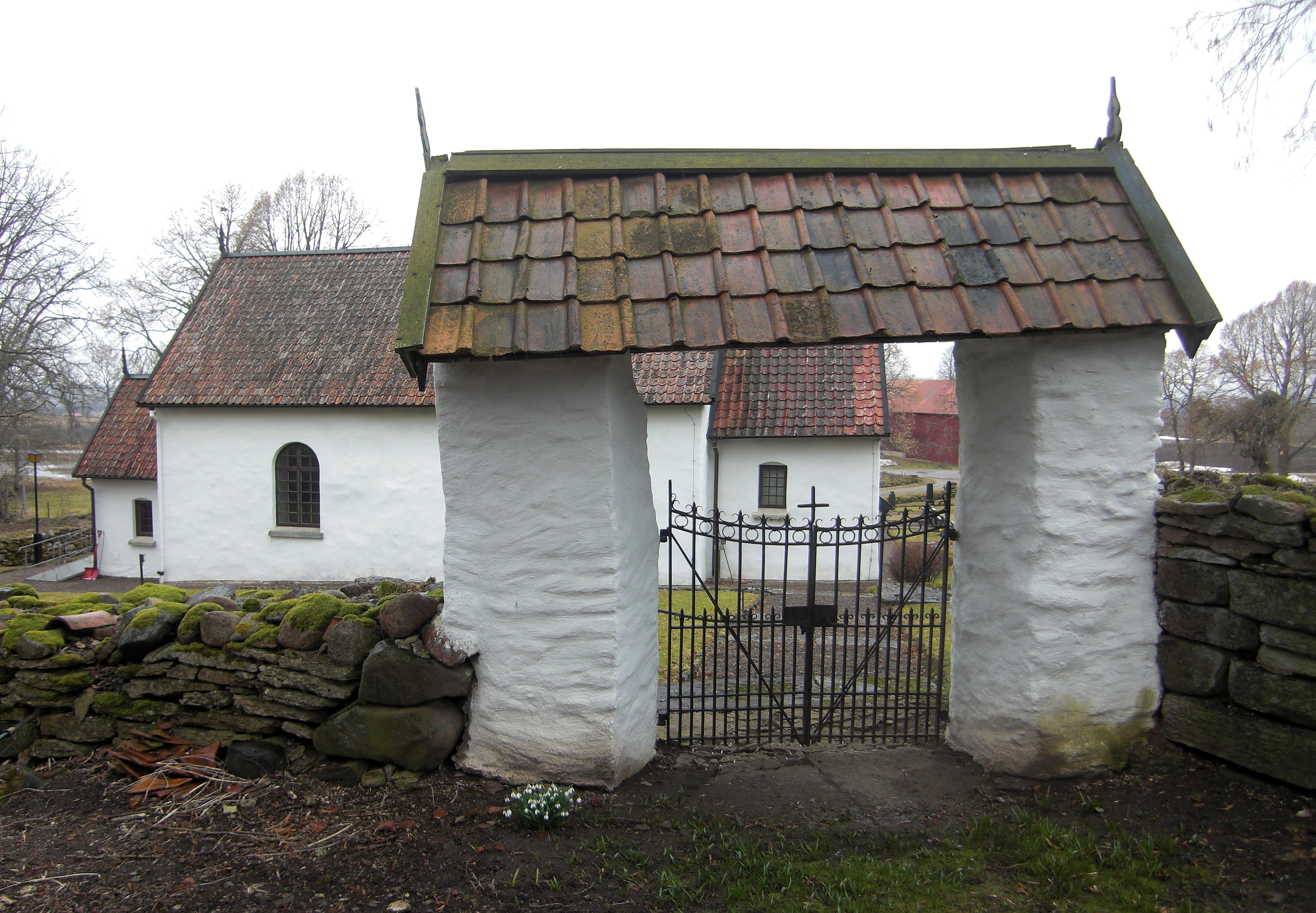
En av stigluckorna.
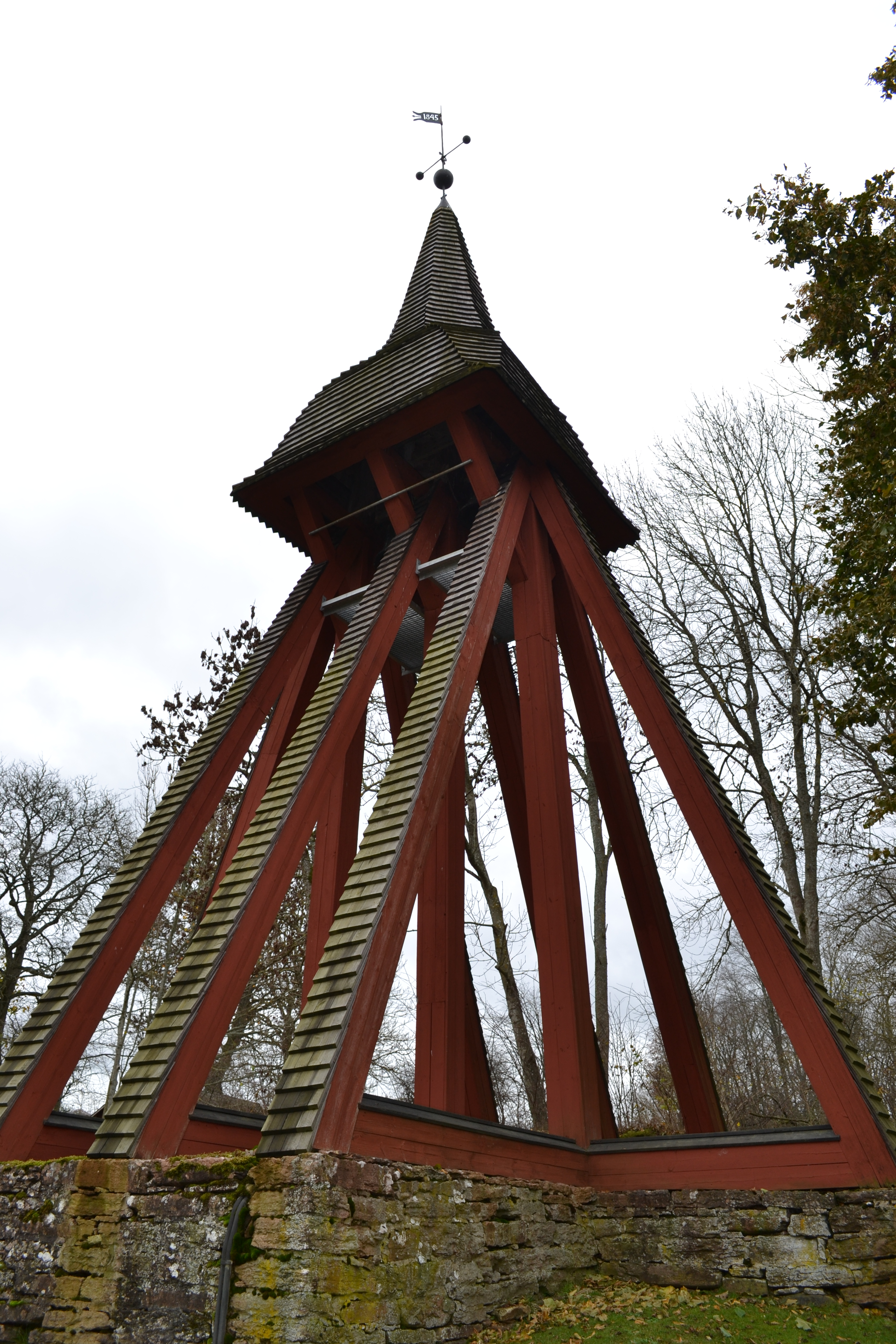
Klockstapeln.
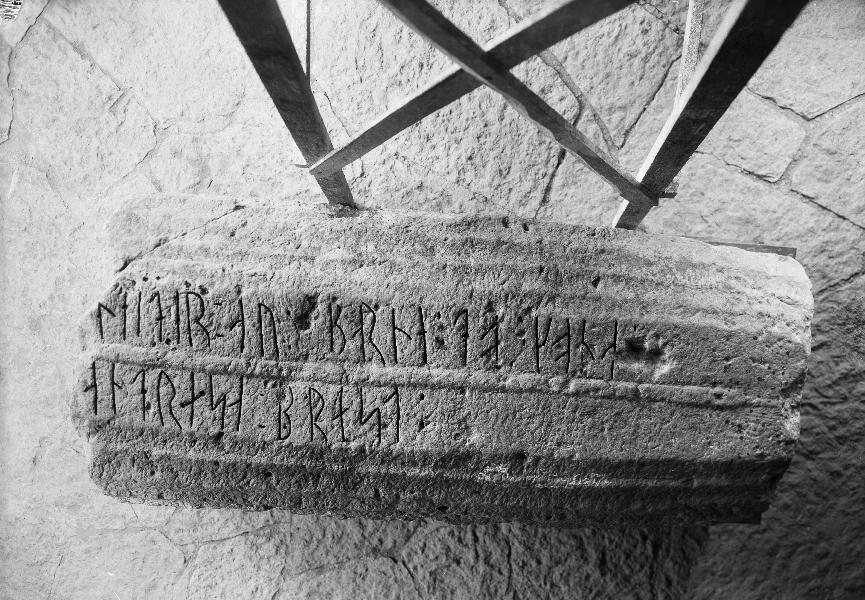
Gravsten från 1100-talet (Vg 91) med runor. Inskriften lyder: Hed(?). I barnsäng dog Andreas prästs hustru. Förvaras på Västergötlands museum.